# Comuna Turîlce, Borșciv
Turîlce (în ucraineană Турильче) este o comună în raionul Borșciv, regiunea Ternopil, Ucraina, formată din satele Pidpîlîpea, Turîlce (reședința) și Verbivka.

## Demografie
Componența lingvistică a comunei Turîlce
     Ucraineană (98,21%)
     Rusă (1,19%)
     Alte limbi (0,18%)
Conform recensământului din 2001, majoritatea populației comunei Turîlce era vorbitoare de ucraineană (98,21%), existând în minoritate și vorbitori de rusă (1,19%).